# Michel Nédélec
Michel Nédélec (* 7. März 1940 in Plougastel-Daoulas; † 3. Oktober 2009 in Landerneau) war ein französischer Radrennfahrer.

## Sportliche Laufbahn
Nédélec war Teilnehmer der Olympischen Sommerspiele 1960 in Rom. Dort startete er mit dem französischen Vierer (Marcel Delattre, Jacques Suire, Guy Claud und Michel Nédélec) in der Mannschaftsverfolgung. Das Team belegte den 4. Platz.
Als Amateur gewann er 1960 die nationale Meisterschaft in der Einerverfolgung. 1958 hatte er die Meisterschaft der Studenten in dieser Disziplin gewonnen.
1963 wurde er Berufsfahrer im Radsportteam Gitane-Leroux-Dunlop und blieb bis 1967 als Radprofi aktiv.
Nédélec war als Radprofi im Bahnradsport und im Straßenradsport erfolgreich. 1964 gewann er mit Bordeaux–Paris vor Jean Stablinski das damals längste Eintagesrennen. 1963 gewann er eine Etappe der Tour de l’Oise. 1965 siegte er in der nationalen Meisterschaft in der Einerverfolgung der Profis. 1963 und 1966 wurde er Dritter der Meisterschaft. Im Einzelzeitfahren Manche-Océan belegte er beim Sieg von Ab Geldermans 1963 den 3. Rang.
1964 und 1965 startete Nédélec in der Tour de France. Er schied in beiden Rundfahrten aus.

## Berufliches
Nach seinem Karriereende wurde er Trainer der französischen Nationalmannschaft der Straßenfahrer (Amateure). Er war einige Jahre Vorsitzender der National Union of Professional Cyclists (UNCP) und als Organisator von Radrennen tätig.